# Régiment d'Ogilvy
Le régiment d'Ogilvy également écrit régiment d'O'Gilvy et régiment d'O'Gilwy est un régiment d'infanterie Ecossais au service du royaume de France créé en 1747, incorporé au régiment de Clare en 1762.

## Création et différentes dénominations
- 28 février 1747 : création du régiment d'Ogilvy
- 21 décembre 1762 : le régiment est incorporé au régiment de Clare[1]

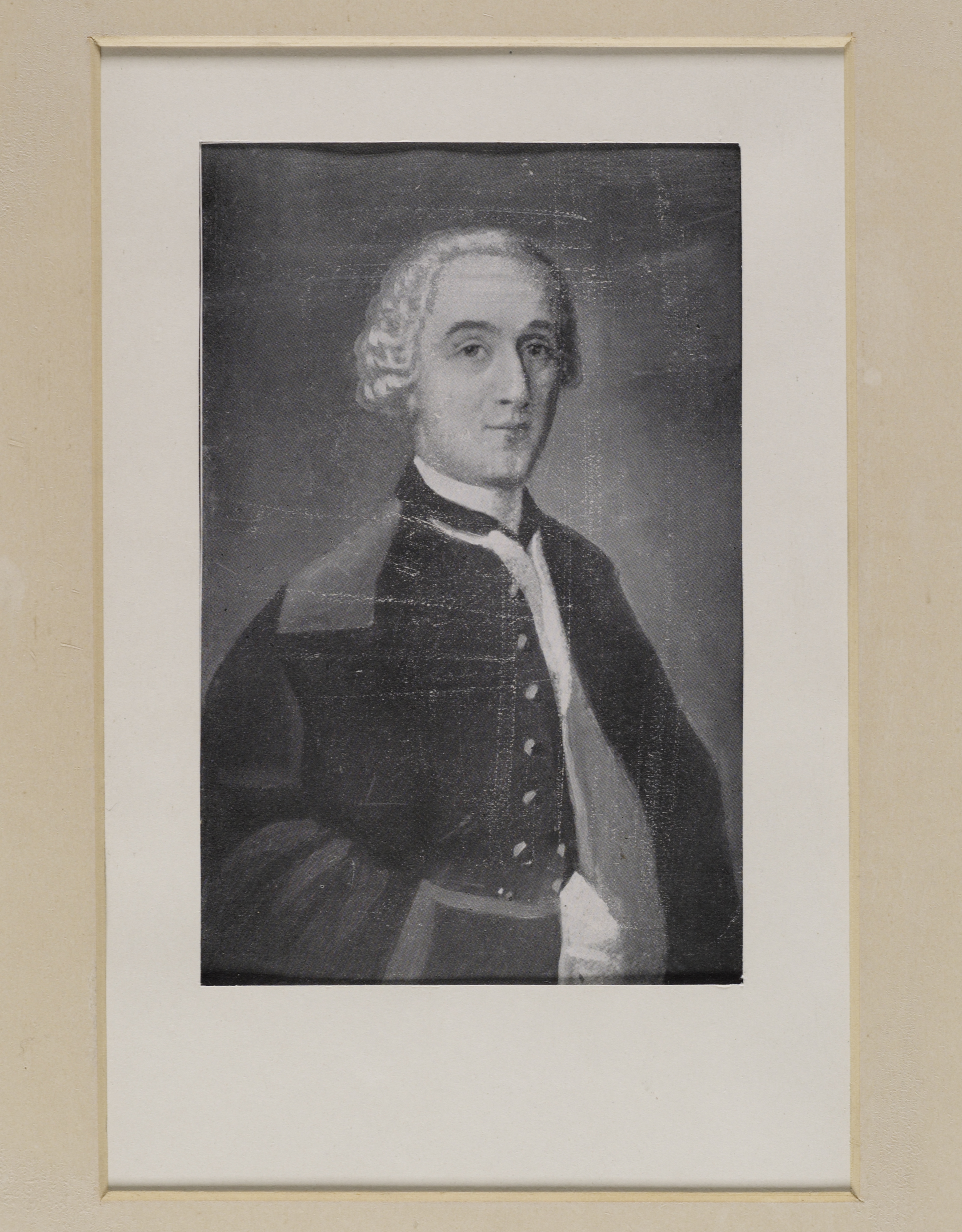
David lord Ogilvy

## Colonels et mestres de camp
- 28 février 1747 : David lord Ogilvy[2]

## Historique des garnisons, combats et batailles du régiment
Ce régiment irlandais a été levé par Lord David Ogilvy le 28 février 1747 à partir des rescapés de l'armée jacobites vaincue à Culloden.

Drapeaux d’ordonnance et colonel
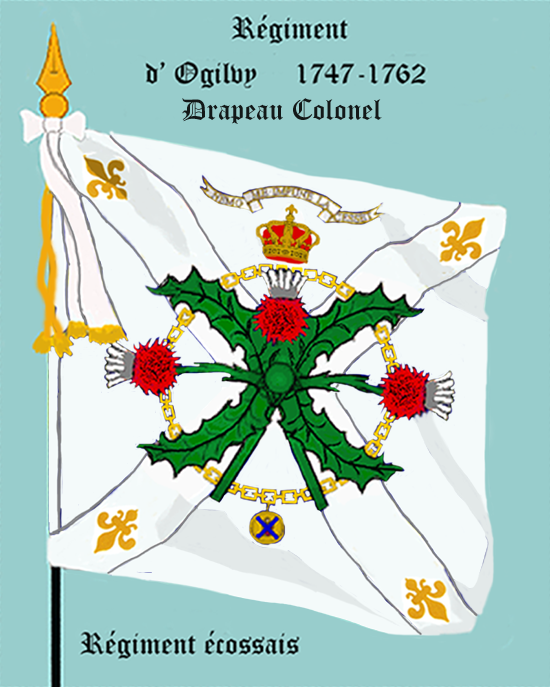
drapeau colonel
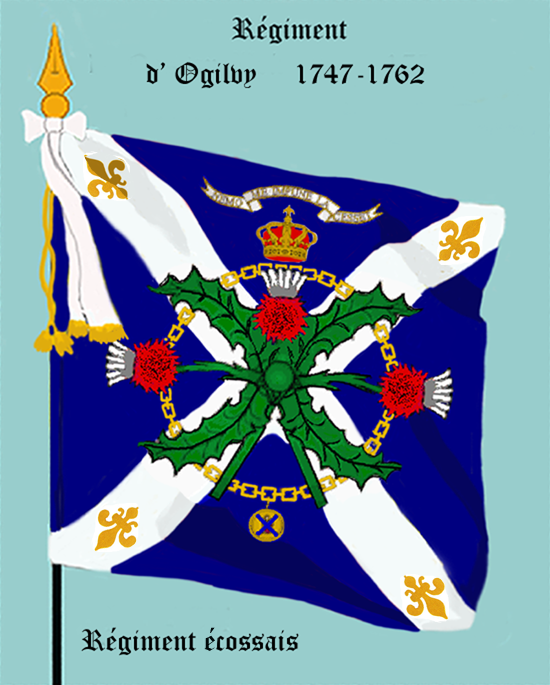
régiment d’Ogilvy de 1747 à 1762

Il était composé d'un seul bataillon de 13 compagnies dont 1 de 45 grenadiers et 12 de 50 fusiliers.
Les soldats portaient un habit bleu, doublure, veste, parements, culotte et collet rouges, le parement est petit, quarré, et sans boutons, douze boutons à l’habit, et autant à la veste, trois sur chaque poche de la veste, boutonnières jaunes ainsi que les boutons, pattes ordinaires garnies de quatre boutons et boutonnières, chapeau bordé d’or.

Uniforme
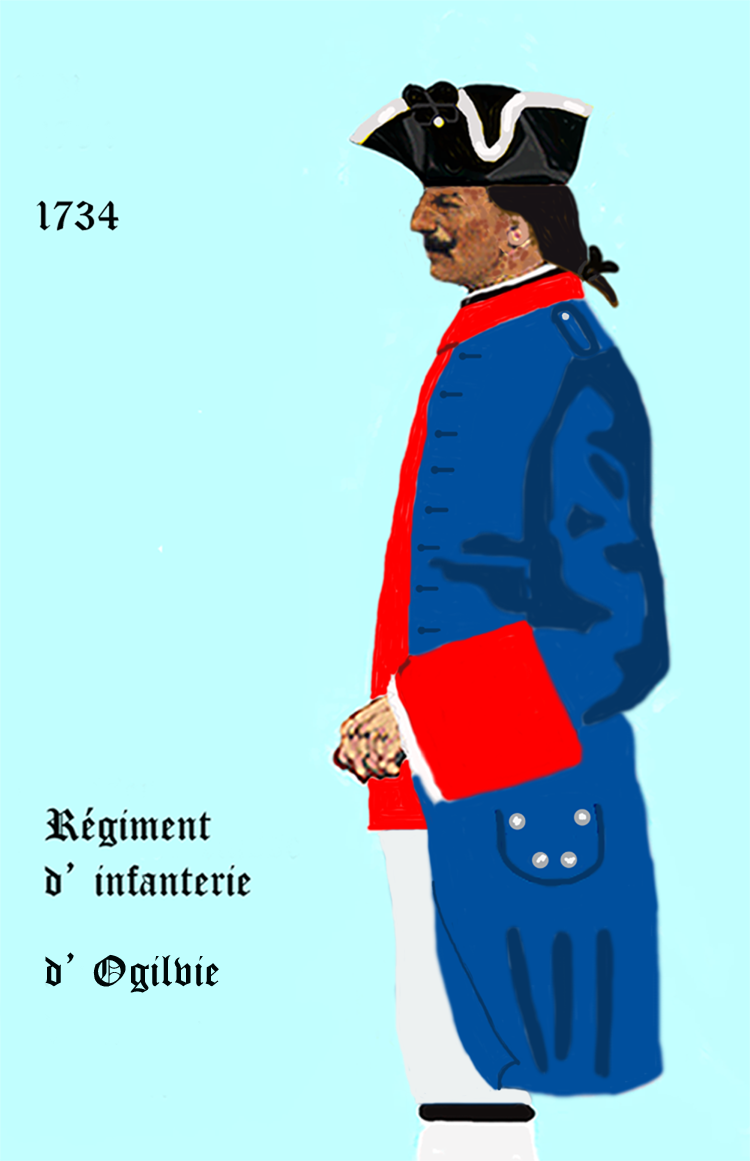
régiment d’Ogilvy de 1747 à 1762

Pendant la guerre de Succession d'Autriche, le régiment nouvellement créé servit en Flandre en 1748.
Par ordonnance royale du 20 décembre 1748, le régiment d'Albanie est incorporé dans les régiments de Royal-Ecossais et d'Ogilvy.
Pendant la guerre de Sept Ans, le régiment est classé 113e et était sous le commandement de David lord Ogilvy comte d'Airley depuis le 28 février 1747.
Le 1er août 1757, le régiment était de garnison dans la citadelle et le fort de Calais.
En 1758 et 1759, le régiment sert en Allemagne.
Le 23 mai 1760, durant la guerre de Sept Ans, le régiment faisait partie de la première ligne du centre d'infanterie de l'armée de Broglie et participe au siège de Dillenburg à partir du 26 juin 1760,. Le 30 décembre, le régiment prend ses quartiers d'hiver à Marbourg.
En 1761, le régiment est stationné en Flandre.
Le 21 décembre 1762, lors de la réorganisation de l'infanterie française, le régiment d'Ogilvy est dissous et ses éléments sont incorporés au régiment de Clare.